# 双林院
双林院（そうりんいん）は、京都市山科区にある天台宗の寺院。毘沙門堂門跡の塔頭。山号は護法山。本尊は大聖歓喜天。「山科聖天」の通称で知られる。

## 歴史
寛文5年（1665年）、天台宗の僧である公海により、毘沙門堂の復興に伴って創建された。毘沙門堂に祀られていた近江国西明寺より勧請された「光坊の弥陀」との別称がある阿弥陀如来像を譲り受けて本尊とした。
1868年（明治元年）に天台座主であった公遵法親王の念持仏・大聖歓喜天を祀る聖天堂が新たに建立される。それに伴い、双林院の本尊を阿弥陀如来から大聖歓喜天に変更した。

## 境内
- 聖天堂 - 1868年（明治元年）建立。本尊・大聖歓喜天の他にも、武田信玄から奉納されたといういわれを持つ歓喜天など約100体の歓喜天像が祀られている。
- 不動の滝
- 不動堂 - 不動明王は比叡山延暦寺無動寺より勧請されたもの。屋根の最上部が煙突になっている。
- 阿弥陀堂 - 阿弥陀如来は西明寺より勧請されたもの。
- 庫裏
- 稲荷大明神
- 山門

## 年中行事
- 毎月1日、16日 - 月参り
- 2月 - 節分
- 9月16日 - 大般若祭
- 11月 - もみじ祭り

## 前後の札所
通称寺の会（山科聖天）

## 所在地
- 京都市山科区安朱稲荷山町18‐1

## アクセス
- JR・京阪線山科駅から徒歩約20分。